# منتخب سانت لوسيا لكرة القدم للسيدات
منتخب سانت لوسيا الوطني لكرة القدم للسيدات (بالإنجليزية: Saint Lucia women's national football team)‏ هو ممثل سانت لوسيا الرسمي في المنافسات الدولية في كرة القدم للسيدات، يديريه اتحاد سانت لوسيا لكرة القدم.

## وصلات خارجية
- الموقع الرسمي